# Strada statale 35 (Polonia)
La strada statale 35 (sigla DK 35, in polacco droga krajowa 35) è una strada statale polacca che attraversa il Paese da Kobierzyce a Golińsk.